# Last Christmas Eve
「Last Christmas Eve」（ラスト・クリスマス・イヴ）は、1983年11月16日に発売された矢沢永吉の15枚目のシングル。

## 概要
- 前作から約5ヶ月ぶりのシングル。
- アルバム『I am a Model』制作中に急きょ録音された[1]。ただし、同アルバムには収録されていない。

## 収録曲
全作曲：矢沢永吉
1. Last Christmas Eve
  - 作詞：矢沢ファミリー

ジョニー・ウォーカー赤ラベルCMソング
楽曲はキャロル結成前、京浜急行電鉄に乗っている最中にメロディが浮かび、忘れないよう口ずさみながら帰宅したというエピソードがある[1]
作詞は矢沢ファミリー名義だが、2番以降は矢沢自身の作詞[1]
本楽曲は2000年に歌詞を英語にした「Tonight I Remember」（作詞：ナラダ・マイケル・ウォルデン）としてセルフカバーされた
2. シーサイド#9001
  - 作詞：ちあき哲也

アルバム『I am a Model』からのシングルカット